# Childéric III
Childéric III, né vers 714 et mort vers 755 enfermé dans l'abbaye saint-Bertin de Saint-Omer est roi des Francs, de Neustrie, de Bourgogne et d'Austrasie de 743 à 751.
Il est déposé par le maire du palais Pépin III en 751, qui est sacré roi la même année. Bien que sa filiation ne soit pas connue, il est considéré comme le dernier membre régnant de la dynastie mérovingienne.

## Filiation
Aucun texte contemporain ne donne sa filiation. Cette indigence de sources vient d'une part de ce que le Liber historiæ Francorum s'achève en 725, et d'autre part de ce que la continuation de la Chronique de Frédégaire, écrite par Childebrand, un oncle de Pépin le Bref, passe avec une grande discrétion sur cet événement.
Cette absence de source contemporaine a donné lieu par la suite à maintes discussions,. Plusieurs filiations ont été proposées :
- Childéric III serait le fils de Thierry IV selon la Chronique des abbés de Fontenelle, premier texte qui fait état de sa filiation, rédigé autour de 830[4]. C'est à Fontenelle, où fut rédigée la chronique, que fut relégué le fils de Childéric III et son auteur a pu le connaître personnellement, ou du moins approcher des gens qui l'avaient connu. Le renseignement est d'ailleurs confirmé par une généalogie des rois francs du Xe siècle suivie par d'autres textes postérieurs de même nature[5]. Le nom du fils de Childéric III, Thierry, confirmerait cette filiation[6]. Cependant, contrairement à ce qui a pu être soutenu, Thierry IV, né en 713, n'a pu engendrer, à l'âge d'un an, Childéric III né, lui, en 714 ;
- Childéric III serait le fils de Dagobert III et le frère de Thierry IV selon Adémar de Chabannes[7] ;
- Childéric III serait le fils de Chilpéric II selon Jean Mabillon qui se fonde sur le fait que, dans un de ses diplômes, Childéric III parle de Thierry IV comme son parens et non son genitor. Cette thèse a été majoritairement reprise[8],[9],[10]. Cependant, aucun texte ne permet de justifier que son père serait Chilpéric II[11] ;
- Childéric III serait le fils de Clotaire IV selon Jules-Stanislas Doinel qui se fonde sur des diplômes dans lesquels Childéric parle de son sobrinus le roi Dagobert III[12]. Léon Levillain contesta vigoureusement cette thèse au motif que sobrinus ne signifiait pas nécessairement cousin germain et que, les diplômes invoqués étant des reprises d'un acte de Chilpéric II, c'est à ce roi qu'il conviendrait d'attribuer la parenté invoquée avec Dagobert III[6].

## Biographie

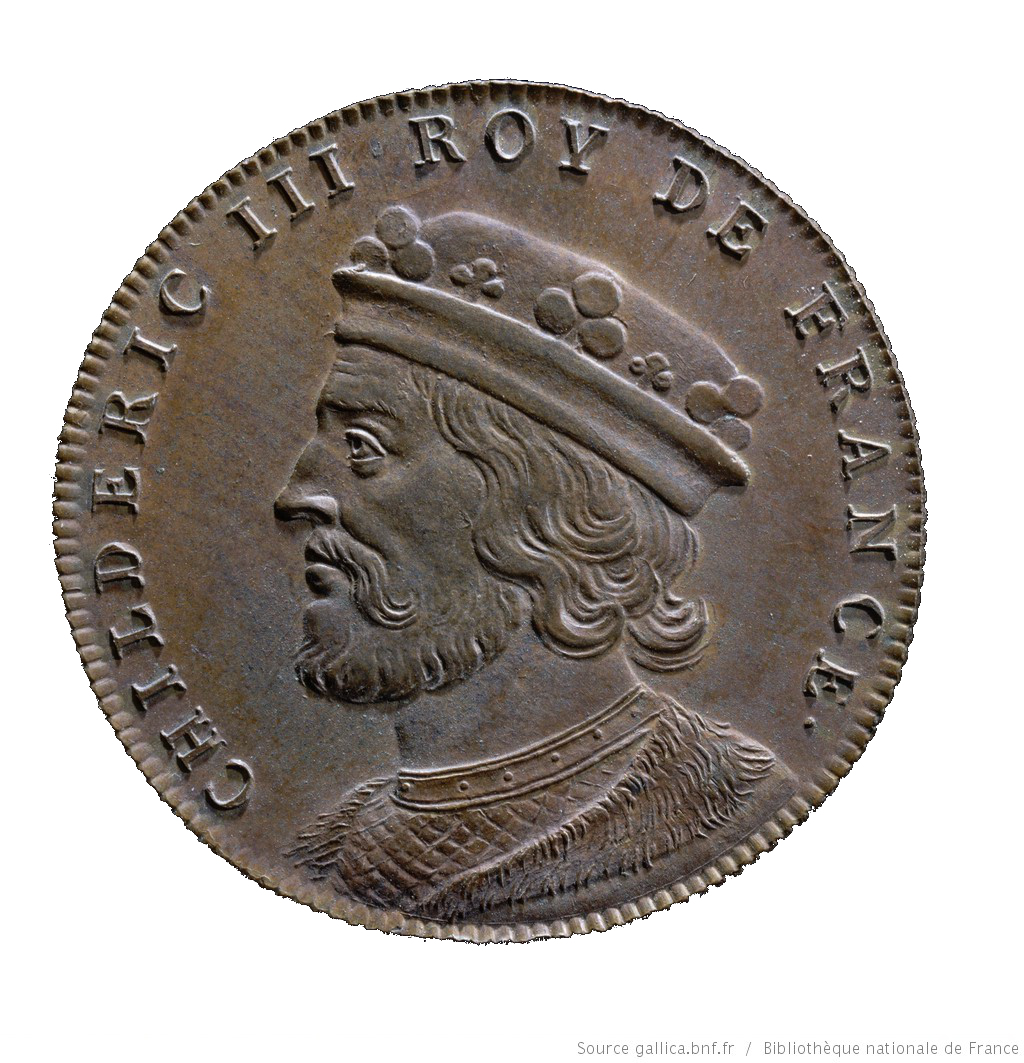
Childéric III, vue d'artiste de Jean Dassier (1676-1763).

Après la mort de Thierry IV, en 737, le maire du palais austrasien Charles Martel se refuse à installer un hypothétique descendant de Clovis Ier sur le trône et le laisse vacant. Pendant les sept années d'interrègne, tous les documents officiels sont datés de l'année 737.
Charles Martel a sans doute l'intention de faire traîner les choses le plus longtemps possible jusqu'à ce qu'il se sente suffisamment fort pour franchir le pas et se proclamer roi, mais il meurt en 741 avant d'accomplir ce dessein.
Ses deux fils, Pépin et Carloman en sont réduits à proclamer un nouveau roi en la personne de Childéric III,  qu'ils trouvent dans un couvent, sans doute Sithiu,, (actuellement Saint-Omer), où certains historiens supposent que Charles l'aurait relégué.
Childéric est donc placé sur le trône entre le 15 février et mars 743 par Pépin le Bref, sans doute pour plaire à l'aristocratie partisane de l'ancienne dynastie franque, car le clergé et plusieurs peuples, qu'il tient en soumission, mettent en cause sa légitimité.
Carloman entre dans les ordres en 747. En 751, Pépin se sent assez fort pour se faire élire roi des Francs. Il envoie alors une délégation franque auprès du pape Zacharie, pour lui demander l'autorisation de prendre la couronne à la place de Childéric. Le pape Zacharie autorise la déposition de Childéric en mars 751.

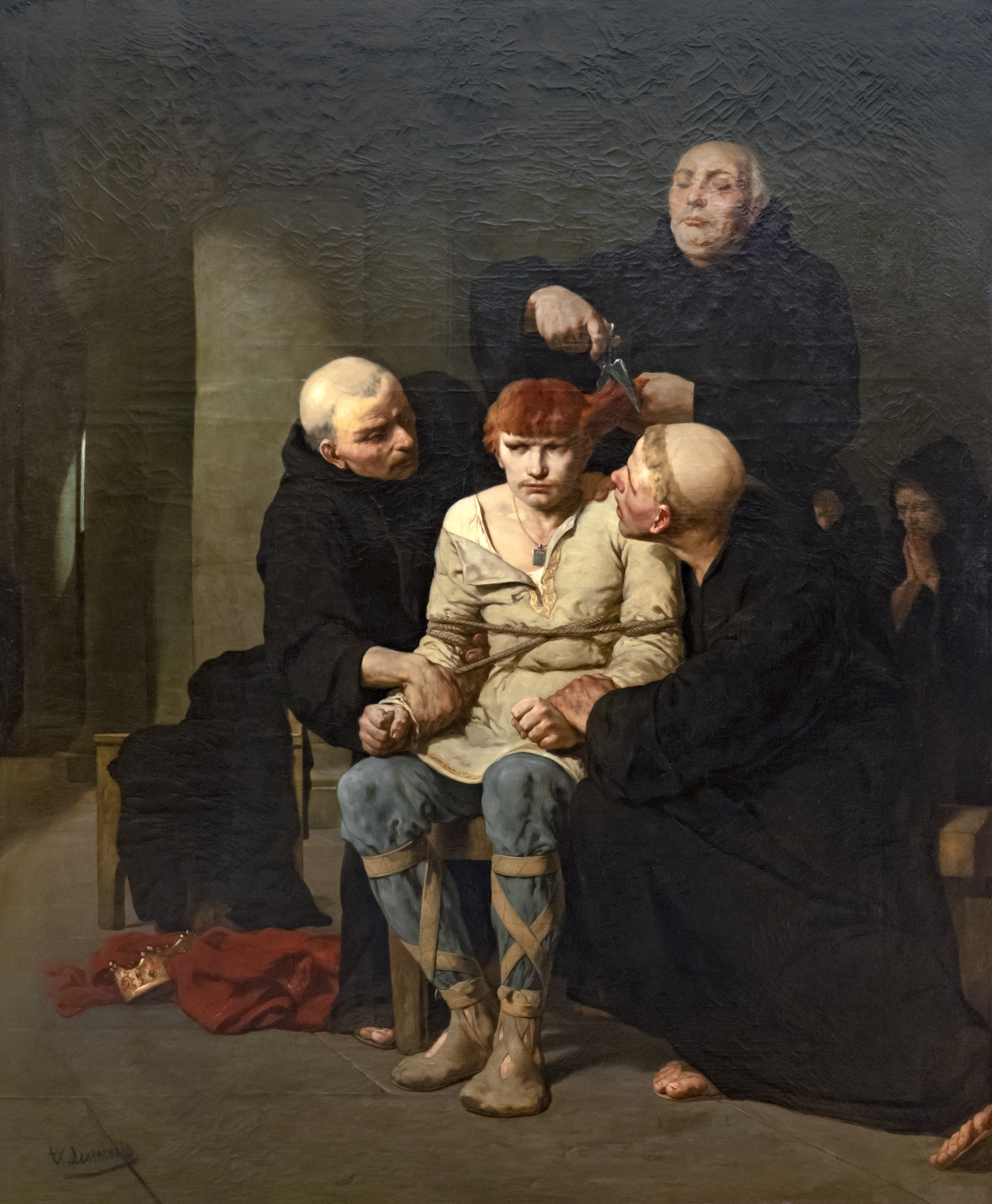
Le Dernier des Mérovingiens par Évariste-Vital Luminais, Musée des Beaux-Arts de Carcassonne, XIXe siècle.

En novembre 751, Pépin dépose donc Childéric III, puis se fait sacrer roi à Soissons par l'archevêque Boniface de Mayence.
Childéric est quant à lui tonsuré et enfermé dans l'abbaye de Saint-Bertin à Saint-Omer entre le 22 décembre 751 et le 23 janvier 752. Childéric III meurt vers 755. Il est inhumé dans le cloître de l'abbaye, mais les fouilles réalisées au XIXe siècle n'ont pas permis d'identifier sa sépulture.
D'une épouse dont on ignore le nom, Childéric III a un fils nommé Thierry, enfermé encore enfant au monastère de Fontenelle en 753 où l'on perd sa trace ; du fait de son jeune âge, on le fait clerc et non moine.

## Sources
- Vie du duc Pépin l'Ancien (vers 760) :

« [...] Mais Pépin garda le pouvoir ; et Childéric, le dernier des rois de la race de Clovis qui ait régné sur la France, ayant été déposé, Pépin, par l'autorité et le jugement du pape Zacharie, le premier de sa famille, obtint le nom de roi [...]. »

- Annales d'Éginhard (vers 802) :

« [...] Dans cette année, d’après la sanction du pontife romain, Pépin fut appelé roi des Francs, oint pour cette haute dignité de l’onction sacrée par la sainte main de Boniface, archevêque et martyr d’heureuse mémoire, et élevé sur le trône, selon la coutume des Francs, dans la ville de Soissons. Quant à Childéric qui se parait du faux nom de roi, Pépin le fit raser et mettre dans un monastère [...]. »

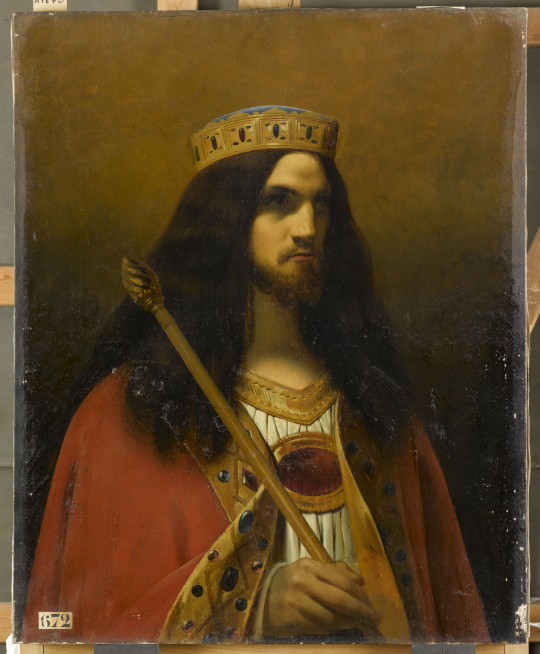
Représentation imaginaire de Childéric III par Émile Signol (XIXe siècle, huile sur toile, collection du château de Versailles).

- Vie de Charles le Grand d'Éginhard (vers 830) :

« La famille des Mérovingiens, dans laquelle les Francs avaient coutume de se choisir des rois, passe pour avoir duré jusqu’à Childéric, déposé, rasé et confiné dans un monastère par l’ordre du pontife romain Étienne. [...] Lors de la déposition de Childéric, Pépin, père du roi Charles, remplissait, pour ainsi dire, par droit héréditaire, les fonctions de préfet du palais [...]. »

- Notices d'autorité :   - VIAF
  - BnF (données)
  - GND